# وشتروالزده
وشتروالزده (به آلمانی: Westerwalsede) یک شهر در آلمان است که در Bothel واقع شده‌است.
 وشتروالزده  ۷۹۵ نفر جمعیت دارد.